# Irena z Rzymu

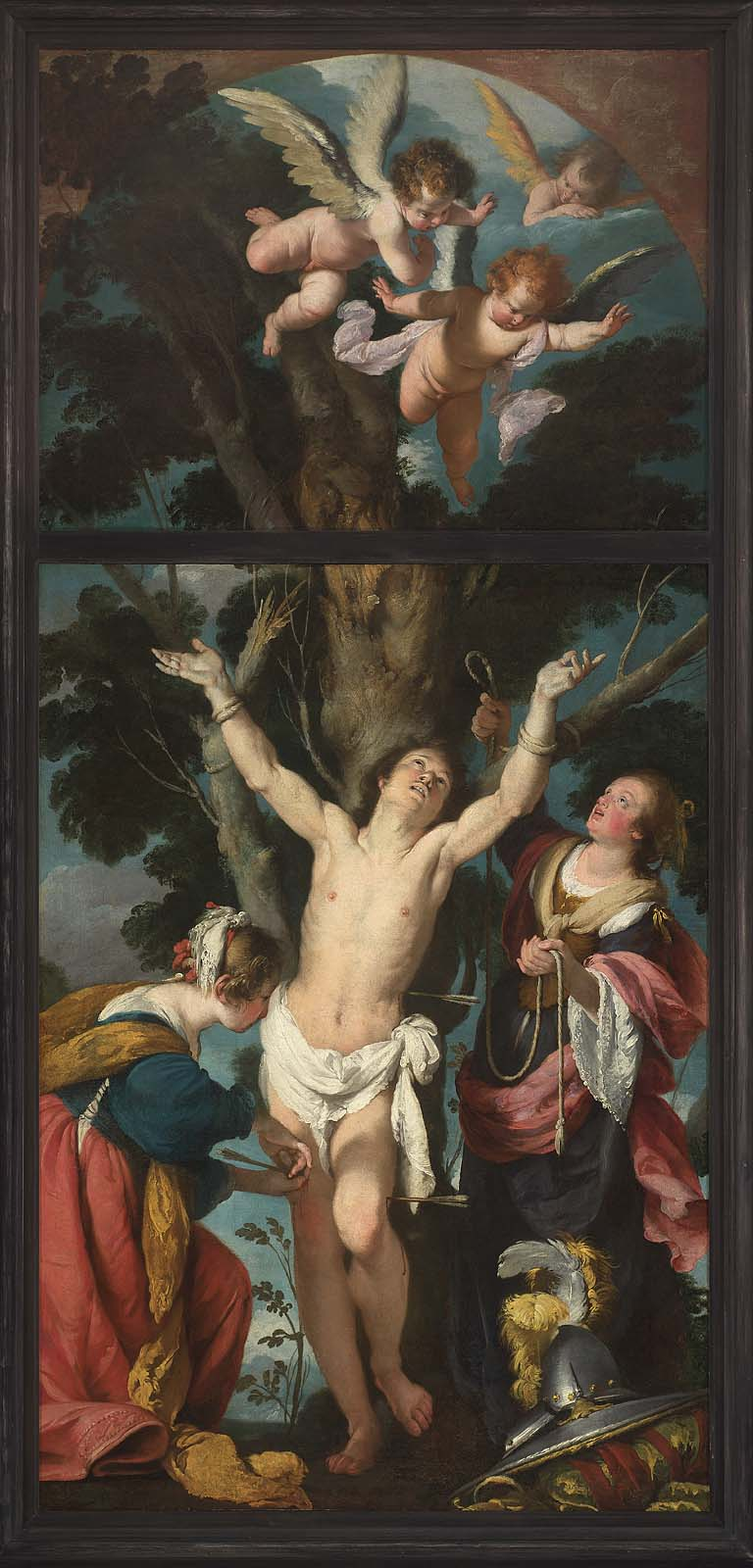
Święte Irena i Lucyna opatrują świętego Sebastiana

Irena z Rzymu (zm. 22 stycznia 288 lub 304 w Rzymie) – męczennica z pierwszych wieków Chrześcijaństwa, święta Kościoła katolickiego i prawosławnego, według jednej z legend wraz ze świętą Lucyną leczyła świętego Sebastiana, a po jego męczeńskiej śmierci zorganizowała jego pochówek.

## Żywot

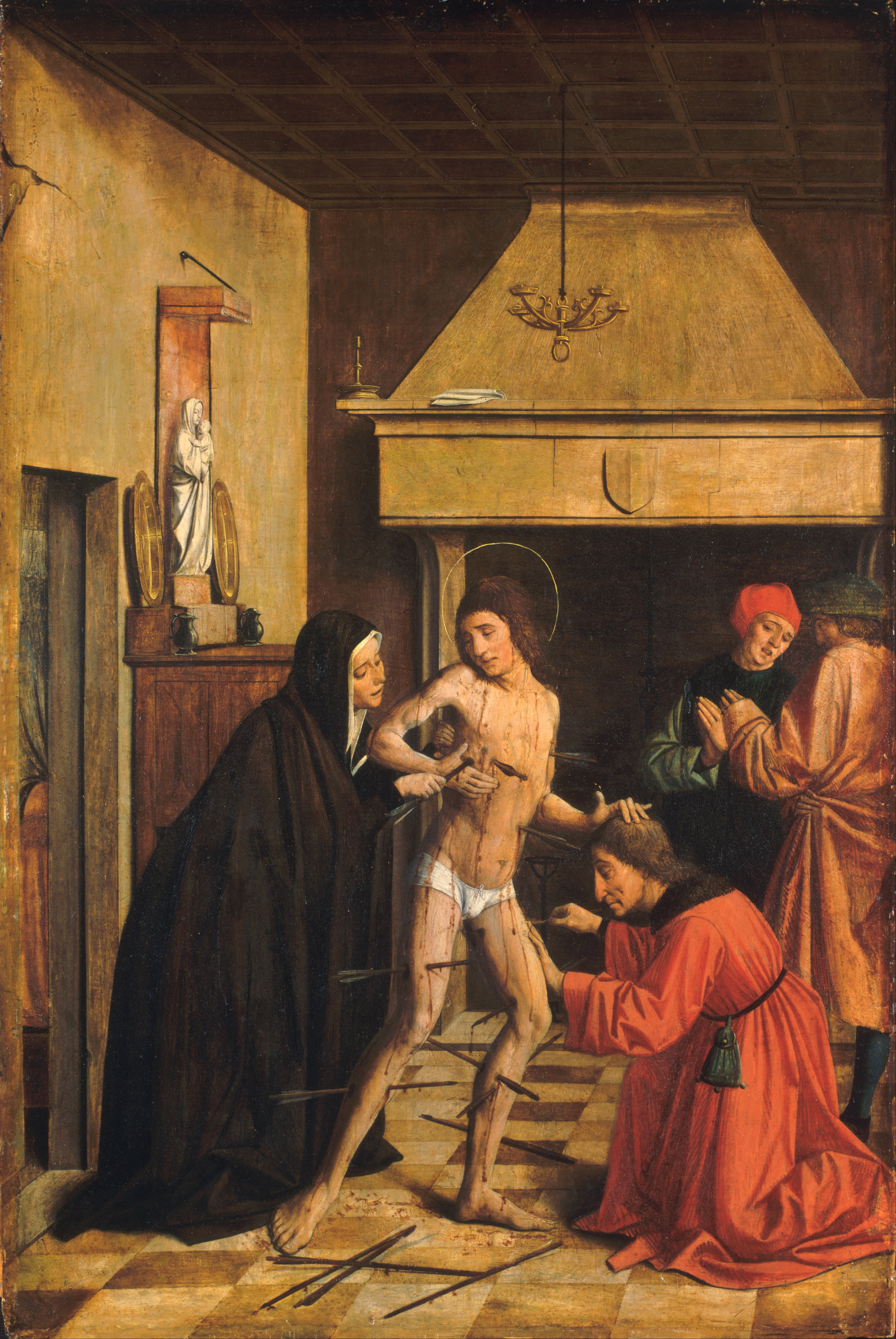
Święty Sebastian w domu Ireny

Irena miała być żoną świętego Kastulusa - szambelana na dworze cesarza Dioklecjana. Należeli oni do ukrywającej się w Rzymie grupy chrześcijan. 
Jej mąż jednak, wkrótce po ślubie, został pojmany i torturowany, a w końcu żywcem pogrzebany za wiarę w Chrystusa. Pomimo męczeńskiej śmierci męża Irena nie przestała uczestniczyć w obrzędach chrześcijańskich. Była świadkiem pojmania i męczeństwa świętego Sebastiana. Według legendy Irena zaopiekowała się Sebastianem, który przeszyty strzałami wyglądał na martwego i dawał minimalne oznaki życia. Wraz z inną chrześcijanką, Lucyną, opatrzyły jego rany i pomogły mu wrócić do zdrowia. Przez pewien czas ukrywały uleczonego Sebastiana, jednak ten stanął przed cesarzem, został zamęczony i wrzucony do kloaki. Po tych wydarzeniach Irena miała ponieść śmierć męczeńską 22 stycznia 288 lub 304 roku, a jej wspomnienie obchodzone jest w dies natalis.